# Inženirstvo
Inženirstvo je uporaba znanstvenih, ekonomskih, socialnih in praktičnih znanj z namenom načrtovanja, gradnje in vzdrževanja zgradb, strojev, naprav, sistemov, materialov in procesov. Disciplina inženirstva je zelo široka in zajema vrsto bolj specializiranih področjih inženirstva, vsako z bolj specifičnim poudarkom na posamezna tehnološka področja vrste uporabe.
Oseba, ki se ukvarja z inženirstvom, se imenuje inženir in tisti z licenco imajo lahko uradne nazive kot so: pooblaščeni inženir, strokovni inženir ali EUR ING.